# Besh Korechi Prem Korechi
Besh Korechi Prem Korechi è un film del 2015 diretto da Raja Chanda.
Il film è inedito in Italia.

## Produzione
Alcune sequenze del film sono state girate in Italia, a Milano, sul sito di Expo 2015.